# Koblenz-Ehrenbreitstein
Ehrenbreitstein este un cartier al orașului Koblenz, până în anul 1937 a fost un oraș de sine stătător din landul Renania-Palatinat, Germania.